# 南关街道 (许昌市)
南关街道，是中华人民共和国河南省许昌市魏都区下辖的一个乡镇级行政单位。

## 行政区划
南关街道下辖以下地区：
大同社区、七一社区、凭心社区、三八社区和育才社区。